# Odobeninae
Odobeninae – podrodzina dużych, drapieżnych ssaków morskich z rodziny morsowatych (Odobenidae).

## Podział systematyczny
Do podrodziny morsowatych należy jedno występujące współcześnie plemię:
- Odobenini J.A. Allen, 1880

Opisano również dwa wymarłe rodzaje wymarłe:
- Aivukus Repenning & Tedford, 1977[4] – jedynym przedstawicielem był Aivukus cedrosensis Repenning & Tedford, 1977
- Pliopedia R. Kellogg, 1921[5] – jedynym przedstawicielem był Pliopedia pacifica R. Kellogg, 1921